# TVR M-Serie
Die TVR M-Serie ist eine Familie zweisitziger Sportcoupés und Cabriolets, die TVR in Blackpool (England) von 1972 bis 1979 als Nachfolger des Vixen herstellte. Die Modelle der M-Serie waren mit Motoren von 1,6 bis 3,0 Liter Hubraum lieferbar; einzelne Händler bauten außerdem US-amerikanische Achtzylindermotoren mit 5,0 Liter Hubraum ein. Ab 1976 gab es auch ansonsten baugleiche Kombicoupés mit großer Heckklappe unter dem Namen TVR Taimar. 1978 erschien schließlich die Roadster-Version 3000S.

## Entstehungsgeschichte
Von 1959 bis 1965 entstanden im britischen Blackpool zwischen 700 und 800 Coupés der Baureihe Grantura, die unter der Marke TVR verkauft wurden. Die nur 3,4 m langen Sportwagen hatten Gitterrahmen aus Stahlrohren und Karosserien aus glasfaserverstärktem Kunststoff. Angetrieben wurden sie von Vierzylindermotoren von BMC, Coventry Climax oder Ford of Britain, die bis zu 98 bhp (73 kW) leisteten. Hinzu kamen die äußerlich gleichen Modelle Griffith 200 und 400 Ab mit US-amerikanischen Achtzylindermotoren der Reihe Ford Windsor. Nachdem TVR im November 1965 von Martin Lilley übernommen worden war, erschienen einige neue Modelle, mit denen sich TVR aus Kostengründen von dem bisherigen Techniklieferanten BMC – später British Leyland – ab- und Ford of Britain zuwandte. Der ab 1967 produzierte Vixen mit Ford-Technik, der den Grantura ersetzte, erschien bis 1973 in vier Serien; hinzu kamen die Sonderversionen Vixen 2500 und Vixen 1300 mit Triumph-Technik.
1971 entwickelte TVR einen neuen Rahmen, der die Grundlage der M-Serie wurde. Er ging 1972 in die Serienfertigung. Für eine Übergangszeit wurden noch die bekannten Vixen-Karosserien auf die neuen Rahmen gesetzt – auf diese Weise entstanden der Vixen S4 und die letzten 96 Exemplare des Vixen 2500 –, bevor Ende 1972 dann auch neu gestaltete Karosserien erhältlich waren. Diese Modelle werden als TVR M-Serie zusammengefasst.
Nach Recherchen des britischen TVR Car Club entstanden, alle Varianten zusammengenommen, insgesamt etwa 2466 Fahrzeuge der M-Serie. Eindeutige Werksangaben hierzu gibt es nicht, weil große Teile der Verwaltungs- und Betriebsgebäude 1975 bei einem Brand zerstört wurden. In die Produktionszeit der M-Serie fällt das Ende der Fertigung von Bausätzen bei TVR. Das Unternehmen hatte seine Autos von Beginn an sowohl als Komplettfahrzeuge als auch als steuerlich begünstigte Bausätze (Kit Cars) angeboten. Nachdem Großbritannien 1973 infolge des Beitritts zur EWG die Mehrwertsteuer (Value-added Tax, VAT) eingeführt hatte, war der Steuervorteil für Bausatzautomobile entfallen. TVR verkaufte seine Modelle daraufhin ab 1973 nur noch als Komplettfahrzeuge.
In der zweiten Hälfte der 1970er-Jahre zeichnete sich ab, dass die M-Serie, die zahlreiche technische Komponenten von Triumph und Ford verwendete, überholt war. Nachdem die Produktion der Teilespender Triumph TR6 und Ford Consul Mark II eingestellt worden war, war zu erwarten, dass TVR mittelfristig nicht mehr genügend Komponenten erhalten würde. Außerdem traten zu dieser Zeit strengere Sicherheitsbestimmungen in Kraft, die eine Überarbeitung der M-Serie erfordert hätten. Martin Lilley entschied sich daher für die Entwicklung eines vollständig neuen Autos. Der Tasmin, aus dem sich im Laufe der Jahre eine ganze als TVR Wedges bezeichnete Modellfamilie entwickeln sollte, löste die M-Serie Ende 1980 ab. Mit den Wedges begann bei TVR die Peter-Wheeler-Ära.

## Gemeinsame Konstruktionsmerkmale
Die M-Serie setzt das Konzept der Vorgängermodelle Grantura und Vixen fort: Wie diese verbindet sie eine leichte Kunststoffkarosserie mit einem Rohrrahmen und zuverlässigen Motoren von Großserienherstellern.

### Technik

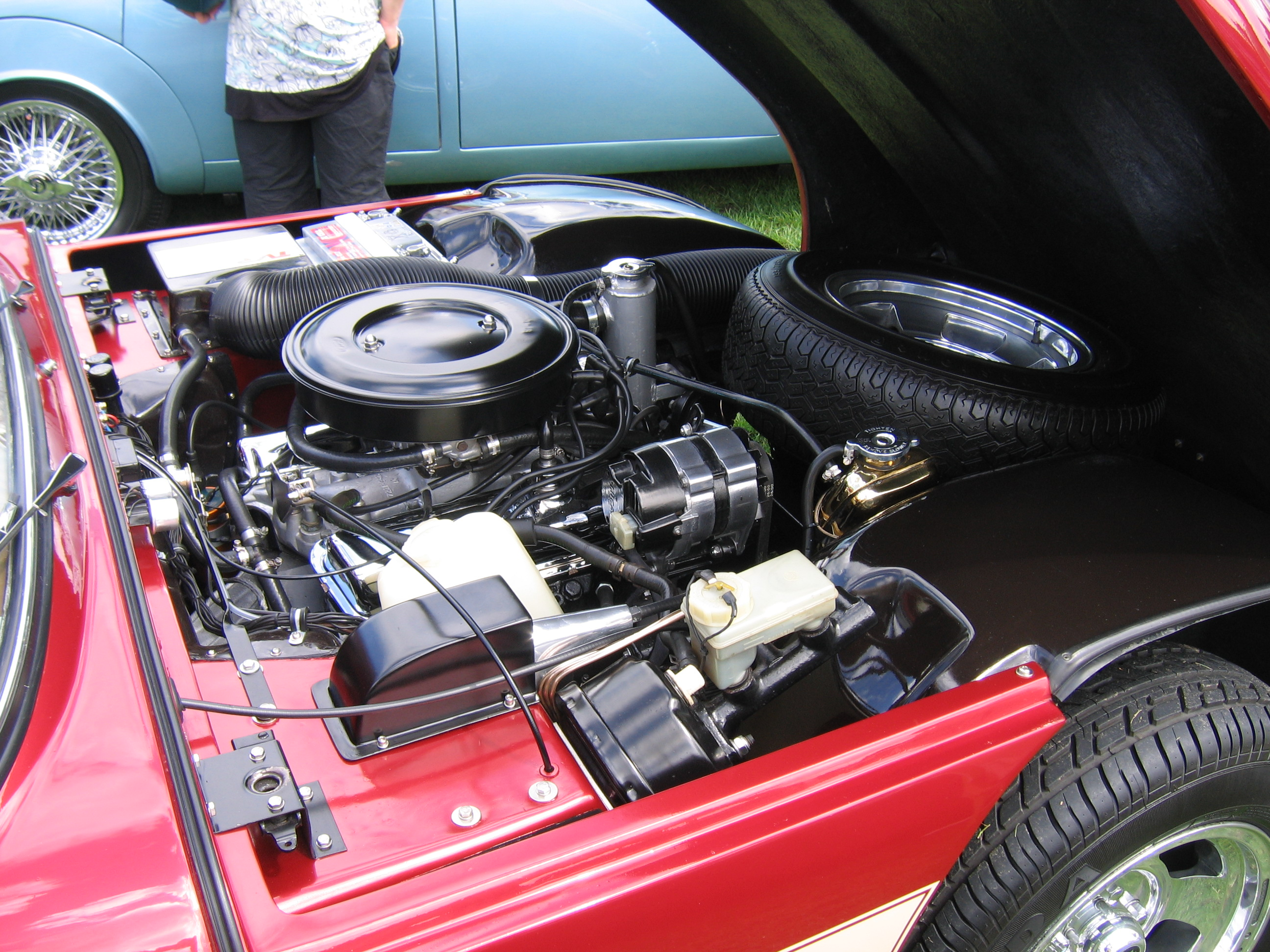
Motorraum mit Ford-Essex-V6 und vorn gelagertem Reserverad

Das Chassis der M-Serie ist eine Neukonstruktion. Abgesehen von dem gleichen Radstand, übernahm es keine Elemente des Vorgängers, den John Thurner konstruiert hatte und der 1962 erstmals beim Grantura Mark III eingesetzt wurde. Konstrukteur des M-Chassis war Mike Bigland, ein TVR-Händler in den englischen Midlands. Bigland hatte bereits seit 1969 die Rahmen einiger Tuscan V8 im Kundenauftrag versteift und übernahm die dort entwickelten Konstruktionsmerkmale nun für das Chassis der M-Serie. Zielvorgabe war es, die Festigkeit des Chassis zu erhöhen und zugleich größtmögliche Flexibilität bezüglich der einzubauenden Motoren, Getrieben und Differenzialen zu erreichen. Während Thurners Chassis ausschließlich aus Rohren mit rundem oder ovalem Querschnitt bestand, verwendete Bigland für die M-Serie sowohl runde als auch Vierkantrohre unterschiedlicher Stärke. An einigen Stellen wurden außerdem Verstärkungsbleche eingefügt. Das Chassis der M-Serie war schwerer als John Thurners Konstruktion, konnte aber einfacher und kostengünstiger produziert werden. Neu war die Position des Reserverads, das vorn vor dem Motor untergebracht war. Alle Räder waren einzeln an ungleich langen doppelten Dreiecksquerlenkern aufgehängt, dazu kamen Schraubenfedern und Teleskopstoßdämpfer; hinten waren zwei Stoßdämpfer vorgesehen.
Zahlreiche technische Komponenten waren zugekauft. Die Lenkung kam von der British-Leyland-Tochter Alford & Alder, die Bremsen und das Differential von Girling und wurden auch im Triumph TR6 verwendet. Im stärker motorisierten 3000M Turbo kam das Differential abweichend von Salisbury.

### Karosserie

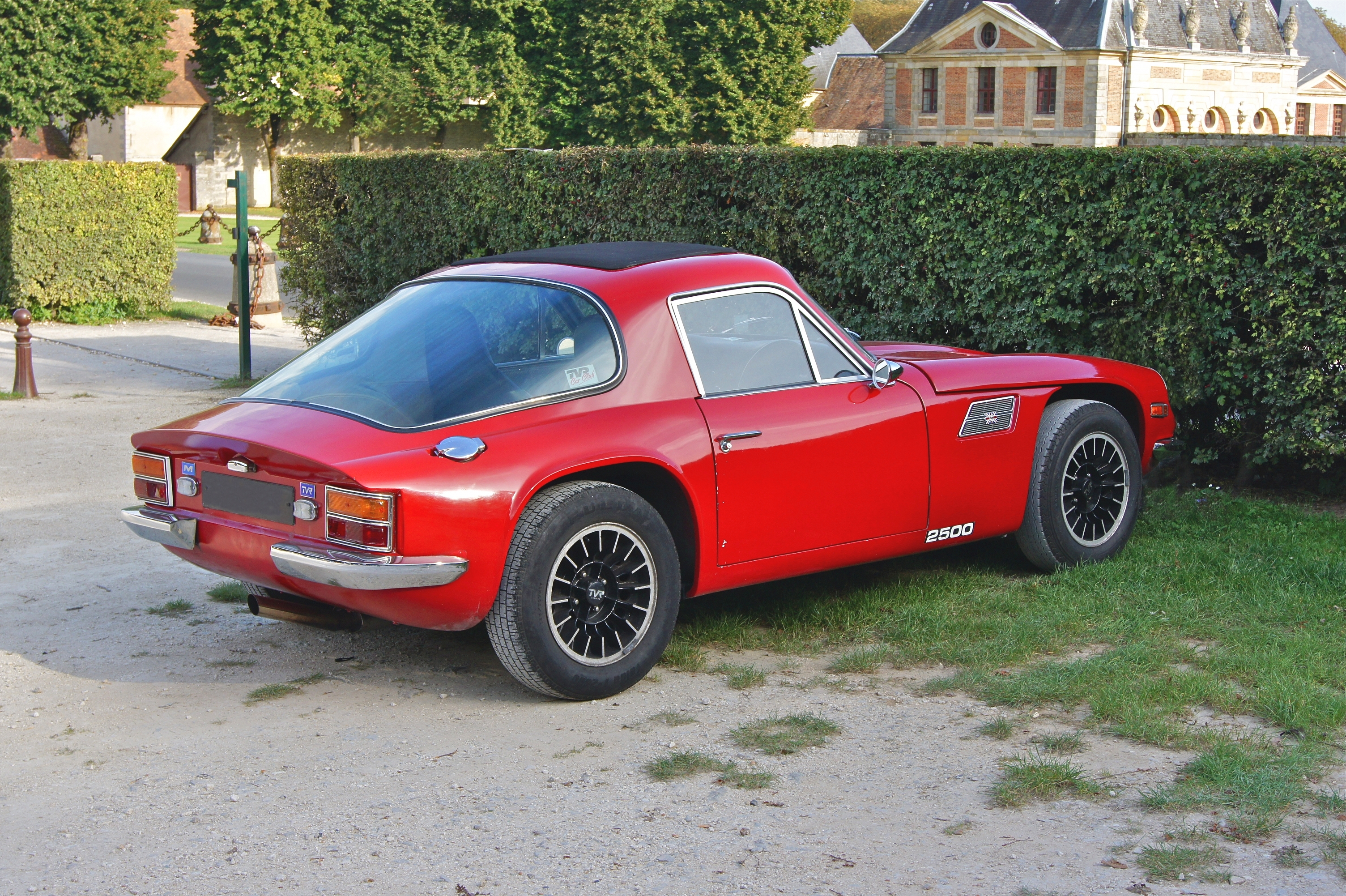
„Gewächshaus“: hintere Panoramascheibe bei allen Coupés der M-Serie (hier 2500M)

Alle Modelle der M-Serie haben weitgehend gleiche Karosserien. Stilistisch knüpfen die Coupés an die Aufbauten der Vixen-Reihe an. Charakteristisches Merkmal ist wiederum die große hintere Panoramascheibe, derentwegen die Heckpartie im englischen Sprachraum auch Greenhouse (Gewächshaus) genannt wird. Wie schon bei den Vorgängermodellen fehlt auch bei den Coupés der M-Serie eine Kofferraumklappe. Erst bei dem 1976 eingeführte Taimar konnte das Heckfenster aufgeklappt werden. Die Türen der M-Serie sind länger als die des Vixen und ermöglichen einen bequemeren Einstieg. Auch der vordere und der hintere Überhang ist länger. Die Gestaltung der Frontpartie greift einen Entwurf auf, der 1971 erstmals bei einzelnen Wide-Body-Exemplaren des Tuscan V8 zu sehen war. Die seitlichen Entlüftungsöffnungen in den vorderen Kotflügeln, deren Verkleidung wie schon beim Vixen vom Ford Zodiac Mark IV stammt, war bei allen bis 1975 produzierten Fahrzeugen zu sehen; bei den jüngeren Modellen entfiel sie. Die Rückleuchten kamen, nachdem TVR bei den ersten Modellen der M-Serie noch den Bestand an Rückleuchten des Ford Cortina aufgebraucht hatte, zumeist vom Triumph TR6, später waren es Zulieferteile von Lucas, die sich auch beim Aston Martin V8 oder beim Reliant Scimitar finden. 1976 wurden die bis dahin verchromten Stoßstangen durch schwarz gefärbte Kunststoffstoßstangen ersetzt.

## Die einzelnen Coupés

### 2500M

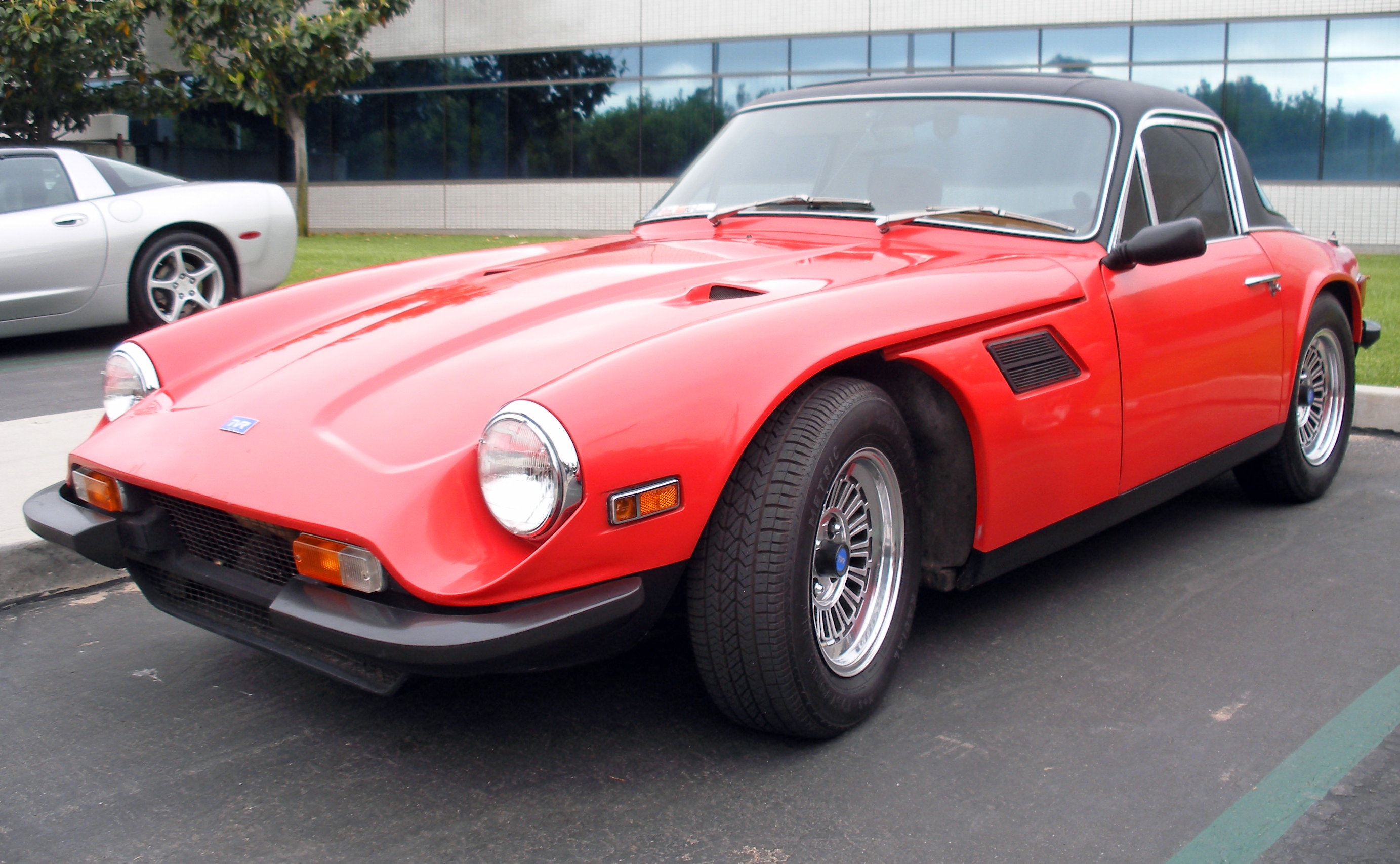
TVR 2500M

Das erste Modell der M-Serie war der 2500M. Seine Fertigung begann im März 1972. Er war der Nachfolger des Vixen 2500. Wie dieser, war der 2500M vor allem für den nordamerikanischen Markt bestimmt. Nach wie vor gab es ihn mit dem 2498 cm³ großen Reihensechszylindermotor aus dem Triumph TR6 in der abgasgereinigten Version, die anstelle der in Europa angebotenen Lucas-Benzineinspritzung zwei Strombergvergaser hatte. Der Motor leistete wie schon im Vixen 2500 etwa 106 bhp (79 kW) bei 4950/min. Er war mit einem Viergangschaltgetriebe von Triumph gekoppelt, das mit einem Overdrive ausgerüstet war. Die Fahrleistungen wurden jedenfalls in Europa als enttäuschend empfunden: Die Höchstgeschwindigkeit lag mit 165 km/h noch unter der des kleineren, aber leichteren 1600M, und für die Beschleunigung von 9 auf 96 km/h werden je nach Quelle Werte von 8,9 Sekunden oder 9,3 Sekunden angegeben.
Die Produktion des 2500M endete im August 1977, nachdem Triumph die großen Modelle TR6 und 2500 eingestellt hatte und damit auch die Fertigung des Reihensechszylindermotors zu ihrem Ende gekommen war. Der TVR 2500M war das erfolgreichste Einzelmodell der M-Serie. Von 1972 bis 1977 entstanden insgesamt 947 Fahrzeuge. Sie gingen mit wenigen Ausnahmen in die USA.

### 1600M

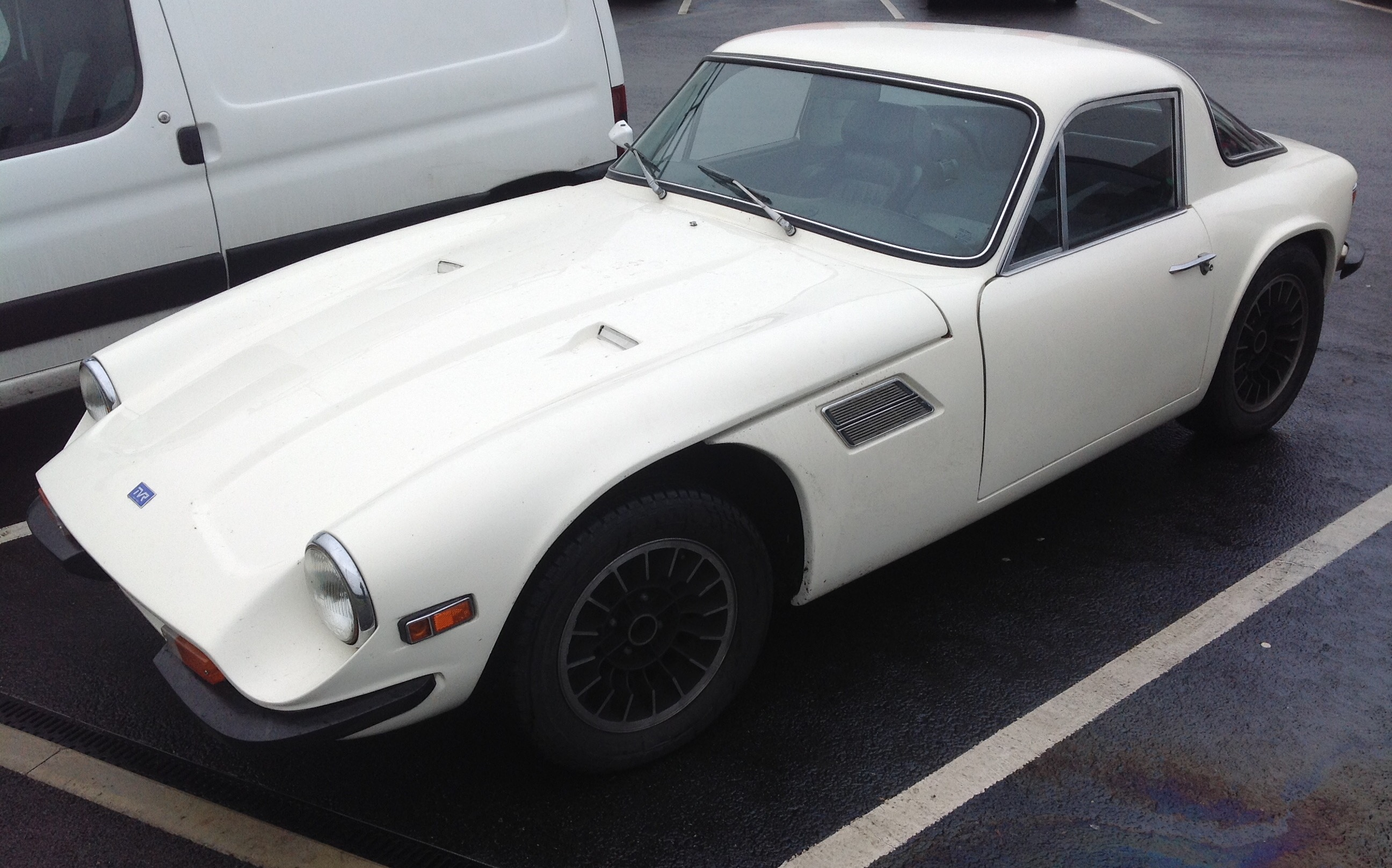
TVR 1600M (1972)

Kurz nach dem 2500M erschien mit dem 1600M die am schwächsten motorisierte Variante der M-Serie. Der 1600M löste den Vixen S4 ab. TVR übernahm den auch dort verwendeten Reihenvierzylindermotor der Ford-Kent-Reihe, der mit einem Hubraum von 1599 cm³ hier 85 bhp (63 kW) bei 5500 Umdrehungen pro Minute leistete. Der Motor war mit einem Vierganggetriebe vom ersten Ford Escort  gekoppelt. Der 1600M erreichte eine Höchstgeschwindigkeit von 170 km/h und beschleunigte von 0 auf 100 km/h in 10,4 Sekunden. Der Benzinverbrauch lag bei durchschnittlich 11,2 Litern auf 100 km. Äußerlich unterschied sich der 1600M von den stärkeren Modellen durch eine Auspuffanlage mit einem Endrohr, während die 2500M und 3000M zwei Endrohre hatten.
Der TVR 1600M wurde in zwei Tranchen gefertigt. Eine erste Reihe baute TVR von Juni 1972 bis April 1973. Danach stellte das Werk die Fertigung des kleinsten TVR-Coupés zunächst ein, weil Kapazitäten für die stärkeren Modelle 2500M und 3000M benötigt wurden. Mit ihnen ließen sich höhere Gewinne erzielen als mit dem Basismodell. Als allerdings nach der ersten Ölkrise die Nachfrage nach kostengünstigen Fahrzeugen anstieg, nahm TVR den 1600M wieder ins Programm auf. Die zweite Tranche dieses Modells wurde zwischen Mai 1975 und Herbst 1976 gefertigt. Die Fahrzeuge der zweiten Serie kosteten im Herbst 1975 2.896 £. Damit lagen sie 260 £ unter dem TVR 3000M.
In beiden Phasen wurden zusammen 148 Autos dieser Reihe produziert.

### 3000M

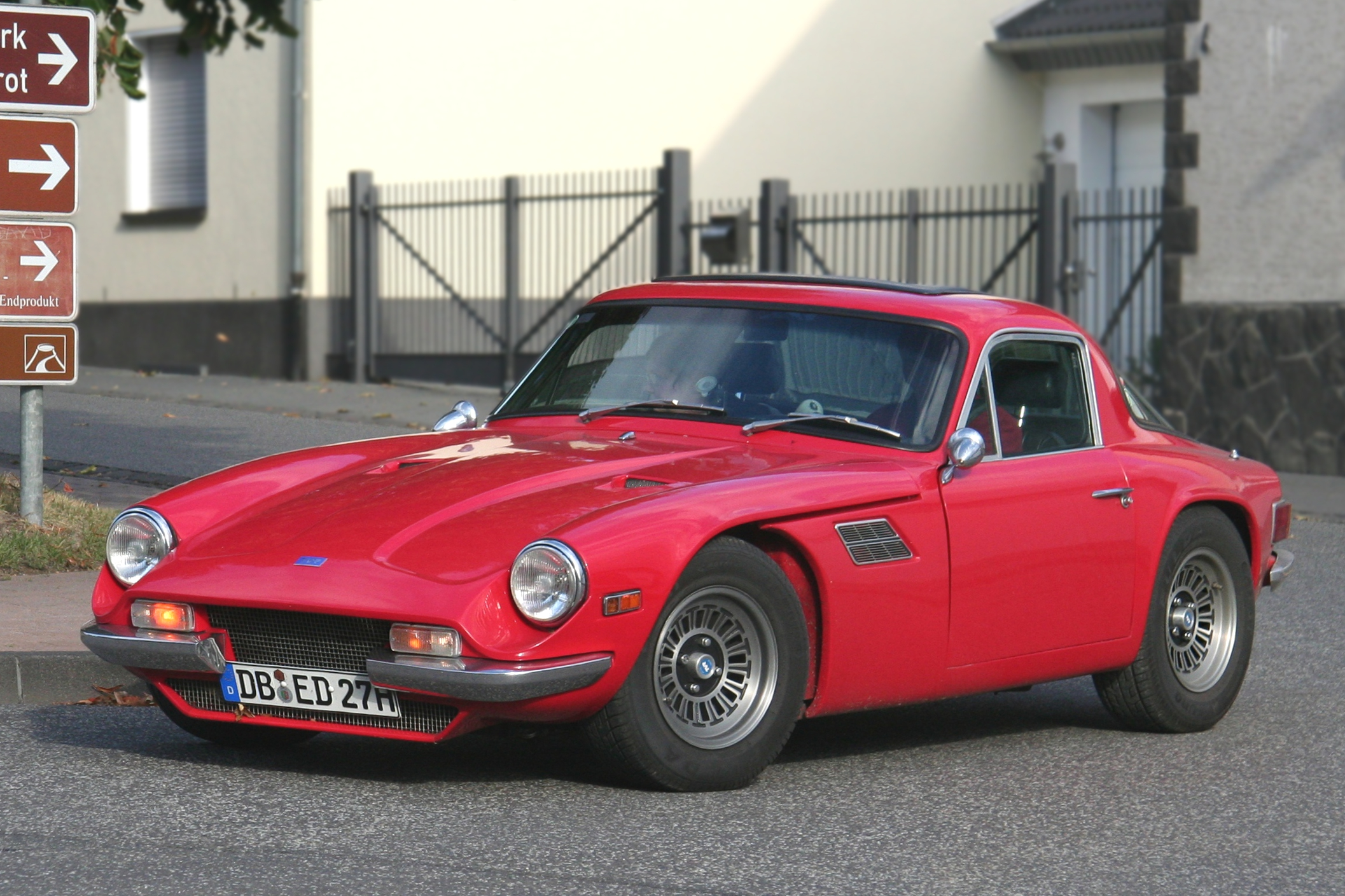
TVR 3000M (1974)

Die bis 1975 leistungsstärkste Variante der M-Serie und das „Mainstreammodell“ der Marke war der 3000M, der die Rolle des Tuscan V6 übernahm. Er war während der gesamten Produktionsdauer der M-Serie im Programm und wurde in Großbritannien und Europa verkauft. Ein Export in die USA kam nicht in Betracht, weil der Motor die US-amerikanischen Abgasbestimmungen nicht erfüllte.
Wie schon der Tuscan V6, wurde der 3000M von dem Ford-Essex-Sechszylinder-V-Motor mit 2994 cm³ angetrieben, den Ford unter anderem im Capri verwendete. Auch das Viergangschaltgetriebe bezog TVR für diese Version von Ford. Anders als beim 2500M war hier kein Overdrive lieferbar. Die Leistung des Essex-Motors belief sich auf 136 bhp (101 kW) bei 5000/min.
Auf der Basis des 3000M entstanden zwei Sonderversionen:
- 1973 wurde die hochwertig ausgestattete Version 3000ML eingeführt, zu der unter anderem ein mit Holz vertäfeltes Armaturenbrett und teilweise mit Leder bezogene Sitze gehörten.[20]
- Anlässlich des zehnjährigen Jubiläums der Übernahme durch Martin Lilley erschien sodann 1976 eine kleine Serie mit der Bezeichnung „Martin“.[11] Die braun und goldfarben lackierten Autos waren hochwertig ausgestattet. Sie waren durchnummeriert. Üblicherweise wird der Umfang der Serie mit zehn Fahrzeugen angegeben;[5][21] eine Quelle hält es für möglich, dass tatsächlich 12 Autos gebaut wurden.[19]

Von 1972 bis 1979 entstanden einschließlich dieser Sonderversionen 654 Exemplare des 3000M. 1973 kostete das Auto in Großbritannien 2464 £, 1975 lag der Preis bei 3265 £.

### 3000M Turbo
1975 kam das stärkste Modell der Baureihe, der 3000M Turbo heraus. In dieser Version war der Ford-Essex-Sechszylindermotor mit einem Turbolader versehen. Der aufgeladene Motor war eine Entwicklung von Broadspeed aus Birmingham; er war abgesehen von TVR auch bei den Ford-Modellen Capri und Granada erhältlich. Der Turbolader kam von Holset Engineering, einem Tochterunternehmen von Cummins. Die Gemischaufbereitung übernahmen zwei Weber-Vergaser. Im Motorumfeld waren zahlreiche Anpassungen nötig. So wurde die Verdichtung von 8,9 : 1 auf 8,0 : 1 herabgesetzt. Außerdem wurde die Abgasführung und das Differential geändert; letzteres kam bei diesem Modell von Salisbury. In der Turboversion leistete der Motor 230 bhp bei 5500 Umdrehungen pro Minute. Die Höchstgeschwindigkeit des 3000M Turbo lag bei 233 km/h; für die Beschleunigung von 0 auf 96 km/h benötigte das Auto 6,0 Sekunden. Nach anderen Quellen lag der Beschleunigungswert bei 5,5 Sekunden.
Der 3000M wurde von 1976 bis zur Einstellung der M-Serie im Jahr 1979 produziert. In dieser Zeit entstanden 20 Fahrzeuge vom Typ 3000M. Außerdem wurde der Turbomotor auf Wunsch auch in den Taimar (30 Exemplare) und in den Roadster 3000S (13 Stück) eingebaut.

### Taimar und Taimar Turbo

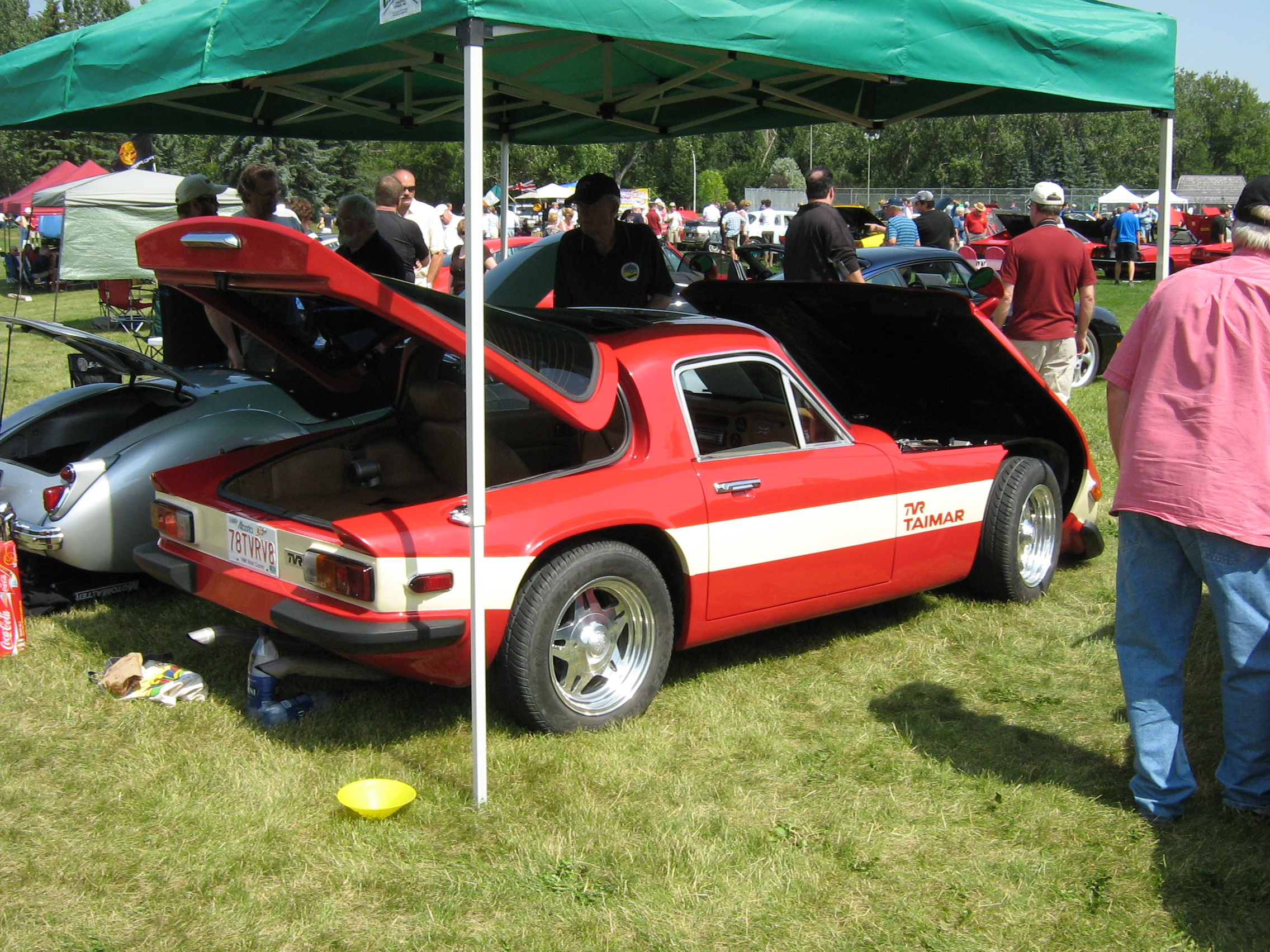
TVR Taimar

1976 wurden den Modellen 3000M und 3000M Turbo Kombicoupés mit weit aufschwingender, gläserner Heckklappe zur Seite gestellt. Die ansonsten gleichen Fahrzeuge hießen Taimar bzw. Taimar Turbo. Sie waren etwa 20 % teurer als die entsprechenden Modelle der M-Serie. Auch diese Fahrzeuge wurden noch bis 1979 gebaut.

### 5000M

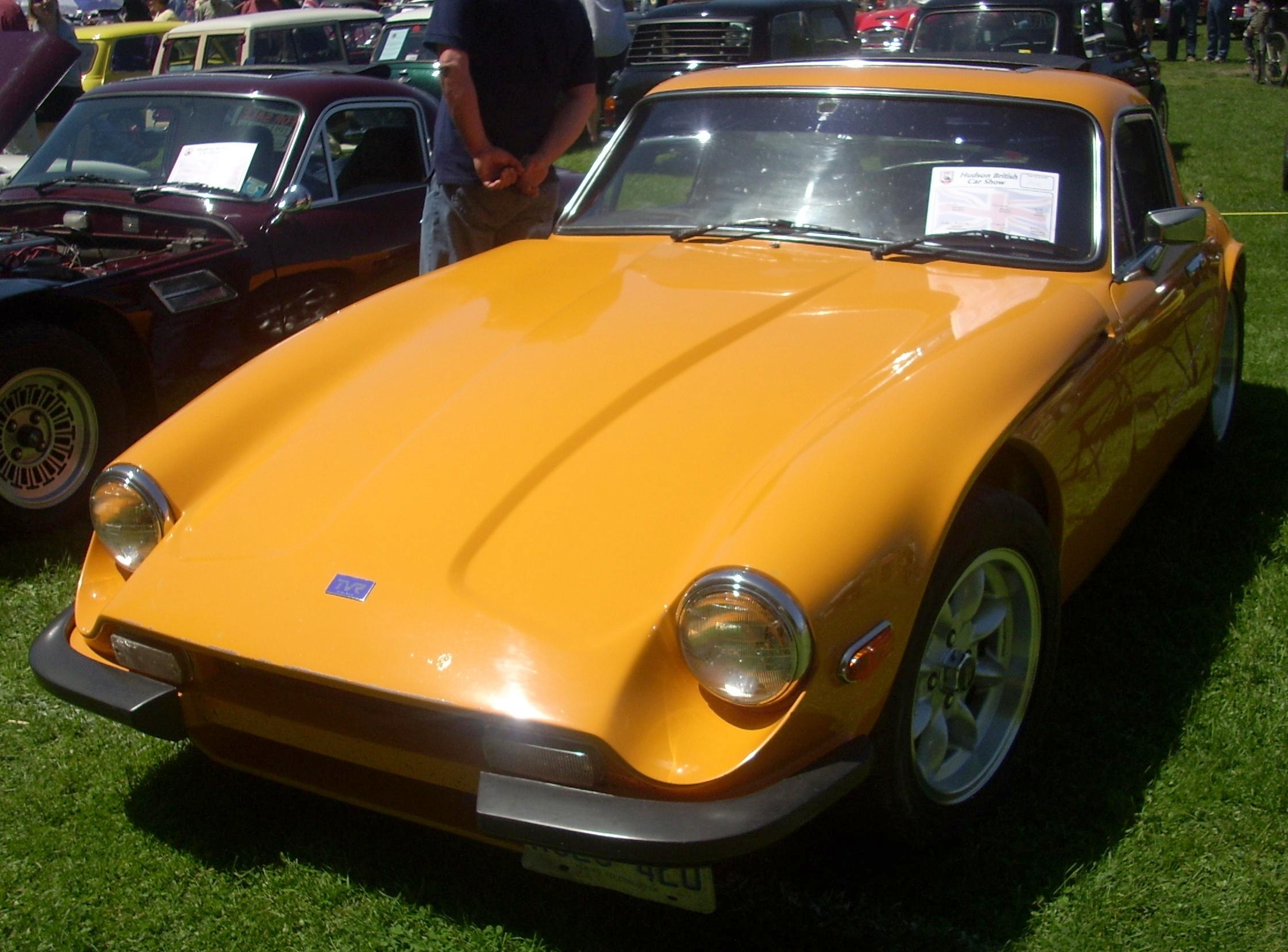
TVR 5000M

Der TVR 5000M war die leistungsstärkste Version aller M-Serie-Coupés. Mit ihm wurde das Konzept des Griffith 200/400 und des TVR Tuscan V8 wiederbelebt: die Verbindung des regulären TVR-Chassis mit einem großen US-amerikanischen Achtzylindermotor. Die Idee ging auf den kanadischen TVR-Importeur John Wadman zurück, der 1975 einen 2500M mit einer 4988 cm³ (302 Kubikzoll) großen Variante des Ford-Windsor-Achtzylinders ausstattete. Motoren dieses Typs war bereits in den 1960er-Jahren in die Griffith-Versionen des Grantura Coupés eingebaut worden. Wadman veränderte in seiner Werkstatt in Toronto das M-Series-Chassis in einigen Bereichen und modifizierte auch die Aufhängung. Das Auto erhielt ein handgeschaltetes Vierganggetriebe von BorgWarner und ein Differenzial der Chevrolet Corvette.
Nachdem Wadman das erste umgebaute Auto in Kanada und den USA erfolgreich gezeigt hatte, entstand eine kleine Serie von acht bis zehn Fahrzeugen, die mit Blick auf den Hubraum des Motors die Bezeichnung 5000M erhielten. TVR lieferte fünf fabrikneue Coupés der M-Serie ohne Motor und Getriebe nach Kanada; Wadman installierte dann in Kanada die Achtzylindermotoren und das Ford-Getriebe. Mindestens drei weitere 5000M entstanden durch Umrüstung von Autos, die ursprünglich als 3000M (mit Ford-Essex-Sechszylinder) das TVR-Werk in Blackpool verlassen hatten. 1978 baute TVR in Großbritannien selbst einen oder mehrere weitere 5000M nach Wadmans Konstruktion. Einige Quellen berichten, dass ab 1980 außerdem sechs Taimar-Coupés nachträglich mit Ford-Windsor-Achtzylindern ausgestattet wurden. Im Laufe der Jahre entstanden weitere Umbauten auf private Initiative. 2009 ließ sich der ehemalige TVR-Inhaber Peter Wheeler bei John Wadman eine 5000M-Replica aufbauen.
In der Markenszene herrscht Uneinigkeit über die Frage, ob die 5000M zu den echten TVR-Modellen zu zählen oder als werksunterstützte Konversionen anzusehen sind.

## Der Roadster 3000S

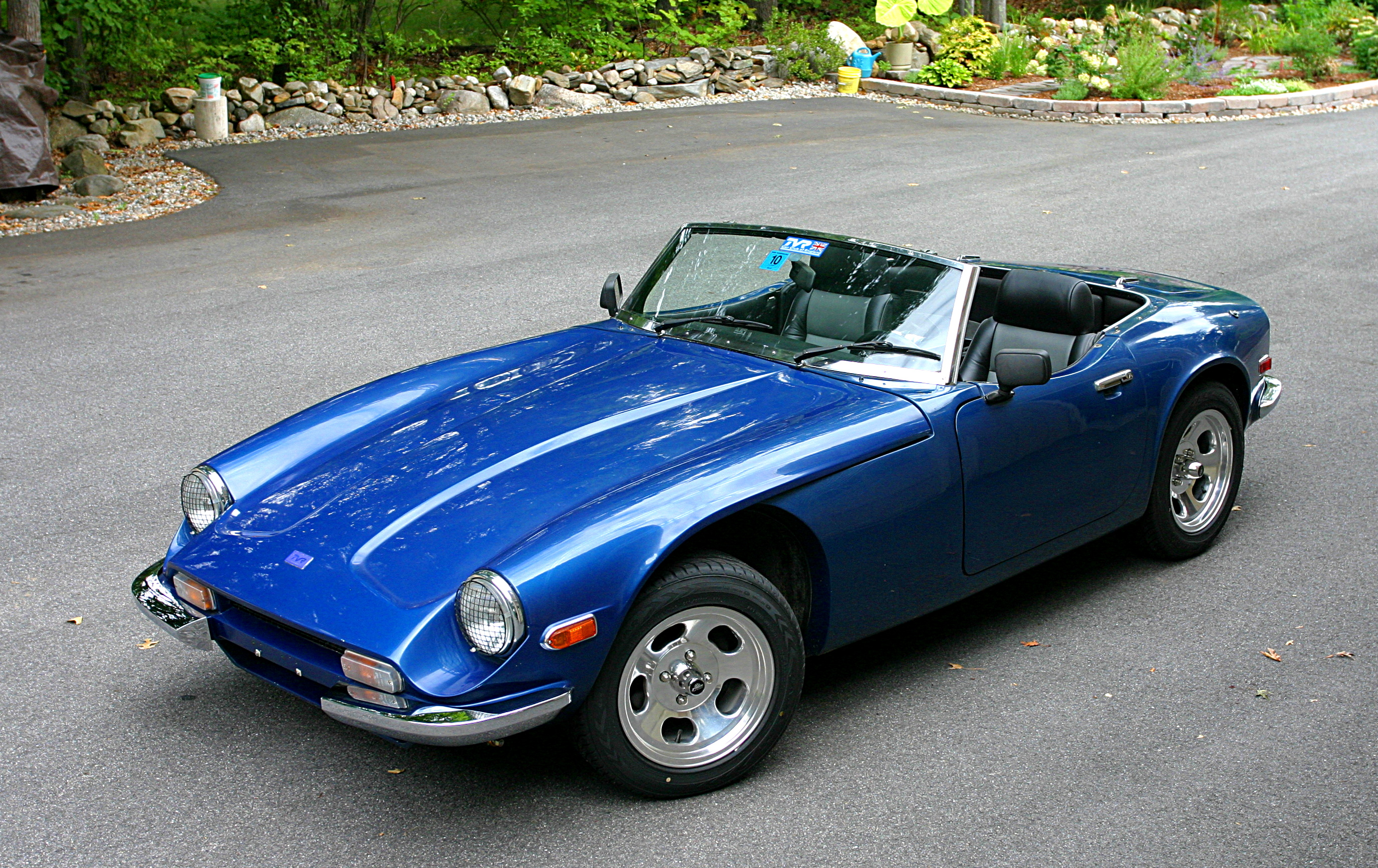
TVR 3000S (1979)

1978 ergänzte TVR die zu diesem Zeitpunkt aus 3000M und Taimar bestehende M-Serie um einen zweisitzigen Roadster. Das Auto stimmte technisch weitestgehend mit dem 3000M überein: Es nutzt den Ford-Essex-Sechszylinder mit 3,0 Liter Hubraum, der wie auch das Coupé mit einem Turbolader ausgestattet werden konnte. Das Getriebe kommt ebenfalls von Ford, die Aufhängung und das Differential hingegen vom Triumph TR6. Das Chassis der M-Serie wurde verstärkt. Die Kunststoffkarosserie des Roadsters entspricht bis zur Windschutzscheibe der des geschlossenen Modells. Die Türen und die hinteren Kotflügel sind hingegen neu gestaltet. Anders als beim Coupé zeigen sich hier geschwungene Linien. Ein besonderes Merkmal sind die seitlichen Steckscheiben, die zu dieser Zeit bereits veraltet waren. Für TVR war der 3000S ein Big Earner: In zwei Jahren entstanden 258 Fahrzeuge, 13 davon mit Turbomotor.

## Übersicht
| Modell       | Bauzeitraum         | Motorbauart         | Hubraum  | Leistung    | Leistung   |
| ------------ | ------------------- | ------------------- | -------- | ----------- | ---------- |
| 1600M        | 1972–1973 1975–1977 | 4-Zyl.-Reihe 4-Takt | 1599 cm³ | 86 bhp      | 64 kW      |
| 2500M        | 1972–1977           | 6-Zyl.-Reihe 4-Takt | 2498 cm³ | 106 bhp     | 79 kW      |
| 3000M        | 1972–1979           | 6-Zyl.-V 4-Takt     | 2994 cm³ | 136–142 bhp | 101–106 kW |
| 3000M Turbo  | 1975–1979           | 6-Zyl.-V 4-Takt     | 2994 cm³ | 230 bhp     | 171 kW     |
| Taimar       | 1976–1979           | 6-Zyl.-V 4-Takt     | 2994 cm³ | 136–142 bhp | 101–106 kW |
| Taimar Turbo | 1976–1979           | 6-Zyl.-V 4-Takt     | 2994 cm³ | 230 bhp     | 171 kW     |
| 5000M        | 1978                | 8-Zyl.-V 4-Takt     | 4942 cm³ | 250 SAE-PS  | 186 kW     |